# Einar Auðunsson
Einar Auðunsson (Audhunsson, n. 894) fue un vikingo y bóndi de Saurbær, Eyjafjörður, Islandia. Único hijo varón de Auðunn rotinn Þórólfsson. Como personaje aparece citado en la saga de Njál, y la saga de Víga-Glúms. Se casó con Valgerður Runólfsdóttir (n. 898), una hija de Runólfur Gissurarson (n. 870) y Vilborg Ósvaldsdóttir (hija de Oswaldo de Estanglia), y de esa relación nació Eyjólfur Valgerðsson y su hermana Oddný (n. 922).